# Верхнє Чіамахі
Верхнє Чіамахі (рос. Верхний Чиамахи) — село Акушинського району, Дагестану Росії. Входить до складу муніципального утворення Сільрада Кассагумахинська.
Населення — 78 (2010).

## Населення
За даними перепису населення 2002 року в селі мешкало 74 осіб. В тому числі 31 (41.89 %) чоловіків та 43 (58.11 %) жінок.
Переважна більшість мешканців — даргинці (99 % від усіх мешканців). У селі переважає сирхинсько-тантинська мова.